# 岡特似鱗頭鰍
岡特似鱗頭鰍為輻鰭魚綱鯉形目鰍科的其中一種，為熱帶淡水魚，分布於亞洲巴基斯坦、印度北部、孟加拉、尼泊爾、緬甸及泰國淡水流域，體長可達15公分，棲息在水質清澈底層水域，生活習性不明，可作為觀賞魚。

## 扩展阅读
維基物種上的相關：岡特似鱗頭鰍